# Bamakhepa
Bamakhepa (1838-1911 ; bengali : বামাক্ষ্যাপা), né Bamacharan Chattopadhyay, populairement connu sous le nom de « saint fou », est un saint hindou tenu en grande révérence à Tarapith et dont le sanctuaire est également situé à proximité du temple de la déesse Tara à Birbhum. Il est né dans le village d’Atla, dans le district de Birbhum.

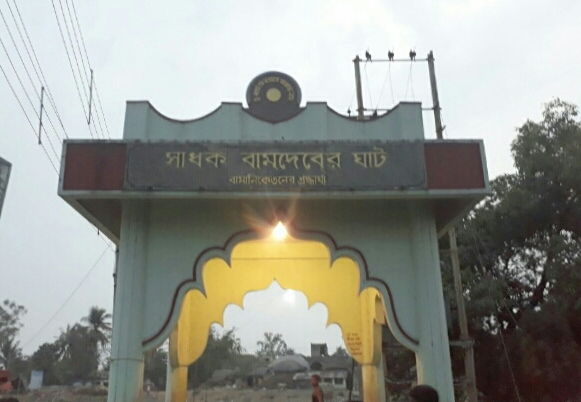
Mémorial de Bamakhyapa

## Culte
Bamakhepa, fervent dévot de la déesse Tara, vit près du temple et médite dans les lieux de la crémation. Il est contemporain d'un autre saint Bengali célèbre, Ramakrishna. Très jeune, il quitte sa maison et passe sous la tutelle d'un saint nommé Kailsahpati Baba qui vit à Tarapith. Par la suite, il va à Maluti, un ancien temple de village situé au bord de la rivière Dwarka. Il  reste au temple de Mauliksha pour continuer le culte saint.

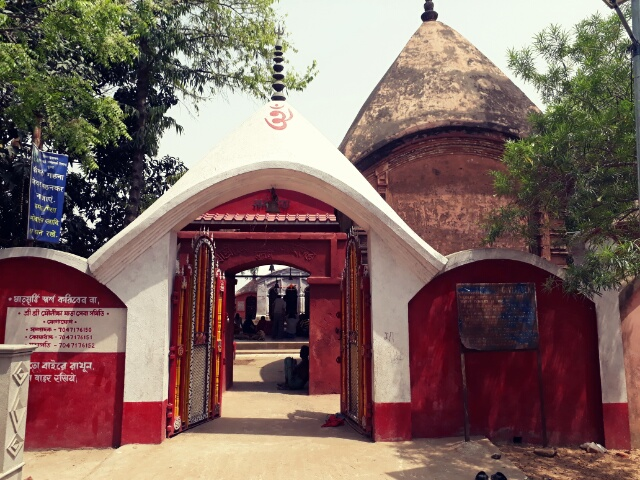
Le temple de Bamakhyapa. Village de Maluti, Jharkhand

Il perfectionne le yoga et la sadhana tantrique (adoration), ce qui lui permet de devenir le chef spirituel de Tarapith. Les gens viennent le voir pour chercher des bénédictions ou des remèdes pour leur maladie, leur détresse ou tout simplement pour le rencontrer. Il ne suit pas les règles établies du temple de Tara et en conséquence, un jour, les prêtres du temple le brutalise pour avoir pris la nourriture destinée en offrande à la divinité. Il est dit : Tara est apparue en rêve à la Maharani (reine) de Natore et lui demande de nourrir d'abord le saint, car c'est son fils. Après cet incident, Bamakhepa est nourri dans le temple, avant la divinité, et plus personne ne le contrarie,. Il est dit qu'en effectuant sa sadhana dans ces lieux de crémation, Bamakhepa, a atteint un état de conscience illuminée lorsqu'il eu la vision de Tara dansant sur un cadavre en feu,,.

## Dans la culture populaire
À partir de 2007, une série sur Bamakhepa appelée Sadhak Bamakhepa est diffusée à la télévision au Bengale. Fin 2011, il a été diffusé 1500 épisodes,.